# Vergabehandbuch
Der Begriff Vergabehandbuch ist eine Sammelbezeichnung für die verschiedenen, von der öffentlichen Hand in Deutschland verwendeten Handbücher zur Vergabe verschiedener Leistungen im Zusammenhang mit der Abwicklung von Baumaßnahmen.

## Hochbau des Bundes
Das Vergabe- und Vertragshandbuch für die Baumaßnahmen des Bundes (bis 2008: Vergabehandbuch für die Durchführung von Bauaufgaben des Bundes im Zuständigkeitsbereich der Finanzbauverwaltungen; aktuelle Fassung: VHB 2017, Stand 2019) wird von dem für das Bauwesen des Bundes zuständigen Ministerium (zurzeit das Bundesministerium des Innern, für Bau und Heimat – BMI – mit Sitz in Berlin) als Arbeitsmittel für die Abwicklung von Bauvorhaben im Hochbau, die von den Bundesbauverwaltungen betreut werden, herausgegeben.
Es entstand aus der Arbeit der Arbeitsgruppe zur Erlassbereinigung, welche auf der 37. Sitzung des Arbeitsausschusses Verdingungswesen der Finanzbauverwaltungen der Länder (AVF) im Jahr 1970 eingesetzt wurde. Das Vergabehandbuch wurde zum 1. Januar 1974 eingeführt. Mit Einführung der Fassung 2002 wurden erforderliche Änderungen durch Aktualisierung der Ursprungsfassung umgesetzt.
Durch die Weiterentwicklung des Vergaberechts mit neuen Regelungen sowie auch der Rechtsprechung im Vergabe- und Bauvertragsrecht wurde das VHB über die Jahre kontinuierlich angepasst und verbessert. Das VHB 2008 erfuhr bis zur Herausgabe des VHB 2017 acht Aktualisierungen, woran die Schnelllebigkeit der Normengebung erkennbar ist. Das VHB wird von der Bund-Länder-Arbeitsgruppe „Vergabehandbuch“ betreut.
Das VHB 2008 wurde mit Erlass des damaligen BMVBS vom 2. Juni 2008 zum 1. Juli 2008 eingeführt und wurde regelmäßig aktualisiert. Seit Herausgabe des VHB 2008 wurden drei Gesamtausgaben der VOB eingeführt, sodass die im Juli 2016 geänderten Regelungen der VOB/A in eine neue Ausgabe des VHB einfließen sollten. Durch die Arbeiten zur Umsetzung des neuen gesetzlichen Bauvertragsrechts und der Unterschwellenvergabeordnung hat sich die Herausgabe des VHB bis 2017 verzögert. Die mit der Ausgabe 2008 eingeführte Struktur blieb erhalten.
Den Teil I bilden die Richtlinien, de facto Ausführungsbestimmungen zur VOB. Teil II sind die einheitlichen Verdingungsmuster mit Formblättern für das Vergabeverfahren, von der Aufforderung zur Abgabe eines Angebotes bis zur Auftragserteilung. Teil III enthält die Einheitlichen Formblätter für alle anderen Abläufe, von der Mitteilung an einen Bieter, dass sein Angebot nicht beauftragt wird, bis zur Mitteilung an den Auftragnehmer, dass die Schlusszahlung erfolgt ist.
Der Vorläufer war das Vergabehandbuch für die Durchführung von Bauaufgaben des Bundes im Zuständigkeitsbereich der Finanzbauverwaltungen (VHB 2002), das regelmäßig aktualisiert wurde.

## Straßen- und Brückenbau des Bundes
Das Handbuch für die Vergabe und Ausführung von Bauleistungen im Straßen- und Brückenbau (HVA B-StB) wird vom Bundesministerium für Verkehr und digitale Infrastruktur, Abteilung Straßenbau (mit Sitz in Bonn) als Arbeitsmittel für die Abwicklung von Bauvorhaben des Bundes im Straßen- und Brückenbau herausgegeben. Die letzte Fassung (HVA B-StB 04-16) wurde mit dem Allgemeinem Rundschreiben Straßenbau (ARS) Nr. 07/2016 vom 12. April 2016 eingeführt.
Das HVA B-StB gliedert sich in
Teil 1: Richtlinien für das Aufstellen der Vergabeunterlagen,
Teil 2: Richtlinien für das Durchführen der Vergabeverfahren,
Teil 3: Richtlinien für das Abwickeln der Verträge,
Vordrucke: Vordrucke für Vergabeunterlagen, Vergabeverfahren und Vertragsabwicklung sowie
Anhang: Ergänzende Unterlagen.
Das BMVBS, Abteilung S, hat außerdem herausgegeben:
- Handbuch für die Vergabe und Ausführung von Lieferungen und Leistungen im Straßen- und Brückenbau (HVA L-StB)
- Handbuch für die Vergabe und Ausführung von freiberuflichen Leistungen der Ingenieure und Landschaftsarchitekten im Straßen- und Brückenbau (HVA F-StB)

## Vergabehandbücher der Länder
Streng genommen gelten das VHB und das HVA B-StB sowie das HVA L-StB und das HVA F-StB nur für die Bauvorhaben des Bundes. Die meisten Bundesländer haben aber die Handbücher mit mehr oder weniger umfangreichen Änderungen auch für ihre eigenen Bauverwaltungen eingeführt. Da es einen hohen Grad an Rechtssicherheit bietet, wird das VHB gelegentlich auch in der Privatwirtschaft verwendet (da die Privatwirtschaft so gut wie keinen Straßenbau betreibt, trifft das auf die anderen Handbücher nicht zu).

## Inhalt der Handbücher
Die Vergabehandbücher haben einen weitgehend gleichen oder zumindest ähnlichen Inhalt. Die relative Selbständigkeit der Abteilungen des BMVBS scheint jedoch zu gebieten, dass jeweils eigenständige Handbücher verfasst, herausgegeben und regelmäßig aktualisiert werden. Der Föderalismus scheint zu gebieten, dass die Länder diese Vorgänge in eigener und selbständiger Verantwortung wiederholen.